# فراموش‌شده (فیلم ۲۰۱۳)
فراموش شده (اسپانیایی: Olvidados‎) یک فیلم سینمایی درام محصول سال ۲۰۱۳ به کارگردانی کارلوس بولادو بر اساس سرکوب و قتل های مرتبط با عملیات کندور تحت حمایت ایالات متحده آمریکا ساخته شده است.  این فیلم در جشنواره بولیوی برای بهترین فیلم خارجی زبان در هشتاد و هفتمین دوره جوایز اسکار ، اما نامزد نشد. 